# 오인분
오인분은 SBS 개그 프로그램 웃음을 찾는 사람들 출신의 개그맨들로 구성된 채널로, 상황극, 몰카 등의 영상을 올리고 있다. 옛날 채널명은 유찾사였고, 이 중 이수한은 본인의 와이프 고아름과 같이 쿠잉커플이라는 채널을 운영하고 있고 이융성과 안시우는 바보엉아, 딩굴딩굴이라는 채널을 운영하고 있다.

## 등장인물

### 주요 인물
- 이수한
- 이융성
- 김진곤
- 안시우
- 장유환

### 기타 인물
- 정광진
- 김성기
- 신흥재
- 장슬기
- 고아름
- 이윤하